# سوا (فريجيا)
كانت سوا Soa مدينة فريجية القديمة في آسيا، وكانت مأهولة في العصر الروماني والبيزنطي . لم يرد اسمها في كتابات المؤلفين القدماء ، ولكن تم استنتاجه من النقوش الحجرية وغيرها من الأدلة. يقع موقعها بالقرب من ألتينطاش في آسيا في تركيا .

## انظر ايضا
- ألتينطاش (تركيا)